# Білогородка археологічна (книга)
Білогородка археологічна — українська документальна книга Миколи Абрамчука та Людмили Абрамчук, видана у 2013 році, до 100-річча розкопок Древнього Білгорода які проводив Вікентій Хвойка 1913 року у селі Білогородка під Києвом. Налічує 1424 сторінки, третя у серії книг «Історія Білогородки».

## Загальна інформація
Миколи Абрамчук співпрацював з архівами України, автор багатьох публікацій та є краєзнавцем.  На думку авторів, сьогодні виникла потреба зібрати все напрацьоване, підсумувати, а головне осмислити й зрозуміть важливість і необхідність зробленого. Автори у хронологічному порядку висвітлюють зібрану інформацію, розповідають про вчених, але коментарів та оцінок не роблять － це завдання академічної науки. Частина робіт публікувалась у наукових виданнях, більшість відомі тільки візькому колу спеціалістів, знаходяться в архівах і вийдуть з друку вперше. Роботи цієї збірки викладені мовою оригіналів, але, на жаль, було зроблено скорочення ілюстрованого матеріалу. Читачі вперше побачать унікальні фотографії як розкопок Білгорода 1909－1912 років, які проводив Вікентій Хвойка, так і археологів теперішніх часів. Важливим досягненням цієї праці стануть зацікавленість людей своєю історією, спонукання до дальшого проведення археологічних досліджень, втілення заходів із збереження пам'яток культури, ця книга — це данина поваги і вдячність вченим, які трудилися і трудяться, щоб донести до нас історичну правду, утвердити в суспільстві гордість за своїх пращурів. Тож низький уклін за їхню працю і любов до рідної землі. Цей твір допоміг багатьом користувачам у українській вікіпедії, створювати статті. Хоча, до часу коли у вільній енциклопедії не існувало статті про неї, вона була дуже популярна серед народу.

## Асистенти авторів
- Толочко П.П. — Директор інституту Археології НАН України[7], академік.
- Самойленко Л.Г — завідувачка археологічного музею КНУ імені Т.Г. Шевченка.[8]

Підприємці:
- Мнишенко В.І
- Петрівський С.Б
- Плющай С.М
- Шкаранда В.О
- Козельский Ю.А

Та співробітники наукової бібліотеки і архіву Інституту археології НАН України.